# Tresbœuf
Tresbœuf település Franciaországban, Ille-et-Vilaine megyében. Lakosainak száma 1235 fő (2022. január 1.). Tresbœuf Saulnières, La Bosse-de-Bretagne, La Couyère, Ercé-en-Lamée, Janzé, Lalleu és Le Sel-de-Bretagne községekkel határos.

## Népesség
A település népessége az elmúlt években az alábbi módon változott:
| Lakosok száma | 916  | 856  | 878  | 1120 | 1246 | 1271 | 1255 | 1244 | 1238 | 1235 |
|               | 1968 | 1982 | 1990 | 2006 | 2013 | 2015 | 2017 | 2019 | 2020 | 2022 |